# 毛轴线盖蕨
毛轴线盖蕨（学名：Monomelangium pullingeri），为蹄盖蕨科毛轴线盖蕨属下的一个种。

## 扩展阅读
維基物種上的相關：毛轴线盖蕨